# Rue Beaucourt-Decourchelle
 (août 2013).
Si vous disposez d'ouvrages ou d'articles de référence ou si vous connaissez des sites web de qualité traitant du thème abordé ici, merci de compléter l'article en donnant les références utiles à sa vérifiabilité et en les liant à la section « Notes et références ».
La rue Beaucourt-Decourchelle une rue de la commune de Lille dans le département du Nord.

## Historique
Elle a été ouverte, en 1864, par les héritiers de Séraphin-André-Joseph Beaucourt, en même que la rue Adolphe dont elle est le prolongement.